# Adramelech (Dämon)

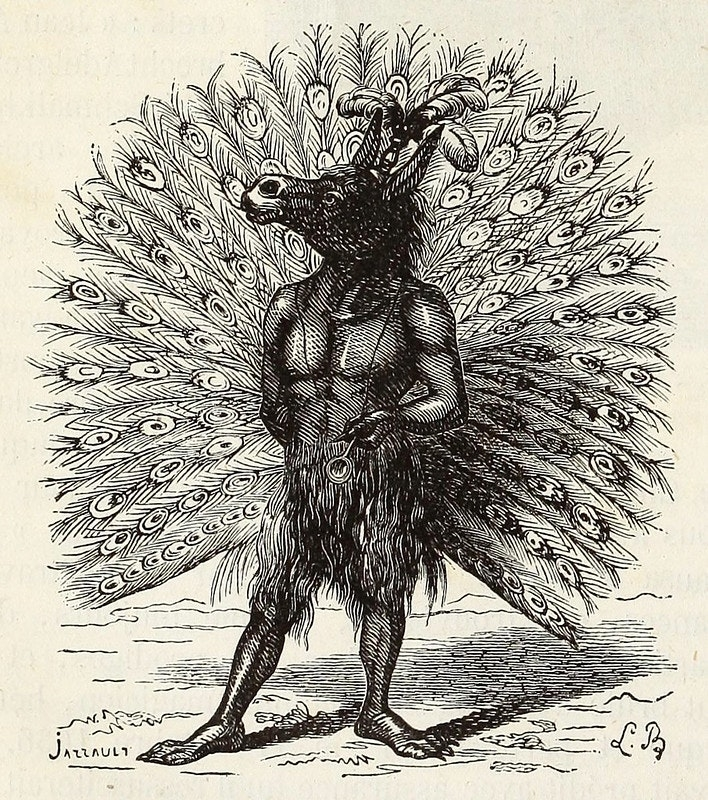
Darstellung Adramelechs im Dictionnaire Infernal des Collin de Plancy.

In der christlichen Dämonologie ist Adramelech der Garderobier Satans. Manchmal wird er auch als Kanzler der höllischen Regionen, teuflischer Befehlshaber und Vorsitzender des hohen Rats der Teufel gedeutet. Dargestellt wird er als Mischwesen aus menschlichem Torso und Esel.
Adramelech erscheint als Titel eines Gedichtes von Friedrich Hölderlin und als besiegte Teufelsfigur in John Miltons Paradise Lost. Dort gehört er zu den Kriegern Satans, die nach der Schlacht um das Paradies verschwinden.